# Stony Creek (Virginia)
Stony Creek es un pueblo situado en el condado de Sussex, Virginia  (Estados Unidos). Según el censo de 2010 tenía una población de 198 habitantes.

## Demografía
Según el censo del 2000, Stony Creek tenía 202 habitantes, 99 viviendas, y 56 familias. La densidad de población era de 134,5 habitantes por km².
De las 99 viviendas en un 16,2%  vivían niños de menos de 18 años, en un 45,5%  vivían parejas casadas, en un 7,1% mujeres solteras, y en un 43,4% no eran unidades familiares. En el 38,4% de las viviendas  vivían personas solas el 16,2% de las cuales correspondía a personas de 65 años o más que vivían solas. El número medio de personas viviendo en cada vivienda era de 2,04 y el número medio de personas que vivían en cada familia era de 2,71.
Por edades la población se repartía de la siguiente manera: un 16,8% tenía menos de 18 años, un 4% entre 18 y 24, un 29,7% entre 25 y 44, un 28,2% de 45 a 60 y un 21,3% 65 años o más.
La edad media era de 45 años.  Por cada 100 mujeres de 18 o más años  había 88,8 hombres.
La renta media por vivienda era de 33.125$ y la renta media por familia de 48.750$. Los hombres tenían una renta media de 31.667$ mientras que las mujeres 21.964$. La renta per cápita de la población era de 27.693$. En torno al 9,3% de las familias y el 10,3% de la población estaban por debajo del umbral de pobreza.

## Localidades adyacentes
El siguiente diagrama muestra a las localidades más próximas a Stony Creek.